# 黑翅細斯
黑翅細斯，亦稱黑翅細蟴，为螽斯科草螽屬下的一个种，分布於日本、中國（華東、華中至華南一帶的大部分省分）、臺灣、尼泊爾、印度、泰國、新加坡與印尼。

## 扩展阅读
- 維基物種上的相關：黑翅細蟴